# Léon Langeron
Pour les articles homonymes, voir Langeron.
Léon Langeron est un professeur de médecine français, né le 5 décembre 1888 à Montceau-les-Mines (Saône-et-Loire) et mort le 29 juin 1963 à Lille (Nord).

## Biographie
Léon Langeron est né le 5 décembre 1888 à Montceau-les-Mines en Saône-et-Loire et il a fait ses études de médecine à l'Université de Lyon.
Médecin des hôpitaux de Lyon en 1926, et prêt à passer l'agrégation il est recruté par la Faculté libre de médecine de Lille pour occuper la chaire de clinique médicale. En mars 1927, âgé de 39 ans, il prend donc en charge le service de médecine de l'hôpital de la charité pendant 35 ans. C'est dans cette fonction et dans ce service que le Pr Langeron donna toute sa mesure et montra ses qualités d'enseignant et de chercheur. 
 
Pendant sa longue carrière, il eut la chance de trouver un allié et collaborateur de qualité en la personne du professeur de biochimie, Marcel Paget. Leur couple clinico-biologique fut extraordinairement fécond, d'autant plus que les disciplines biologiques commençaient tout juste à prendre leur essor.
 
Quand commença l'éclatement de la médecine en spécialités, il sut s'entourer de collaborateurs de qualité, il laissa ainsi les maladies pulmonaires au Pr D'Hour et les maladies digestives au Pr Danès, il garda pour lui les maladies du cœur et des vaisseaux, celles du rein et des glandes endocrines.
Doyen de la faculté de 1944 à 1947, il tira une grande fierté de son élection comme membre correspondant de l'académie de médecine.
Il meurt subitement à Lille le 29 juin 1963, quelques mois après sa retraite.

## Distinctions[2]
- Officier de la Légion d'honneur en 1955, Chevalier en 1931
- Croix de guerre 1914–1918 avec citation à l'ordre du régiment
- Médaille d'honneur des épidémies

## Publications
- Précis d'endocrinologie clinique[3] 2 éditions en 1944 et 1949
- Insuffisance cardiaque en 1951
- Les troubles vaso-moteurs des extrémités
- Plus de 1 400 articles signés ou cosignés.

Il créa dans la faculté deux revues médicales : les Questions médicales d'actualité en 1931 et le Journal de Médecine de Lille en 1932, qui vécurent l'une et l'autre jusqu'à la guerre de 1939-40.